# Rawabi

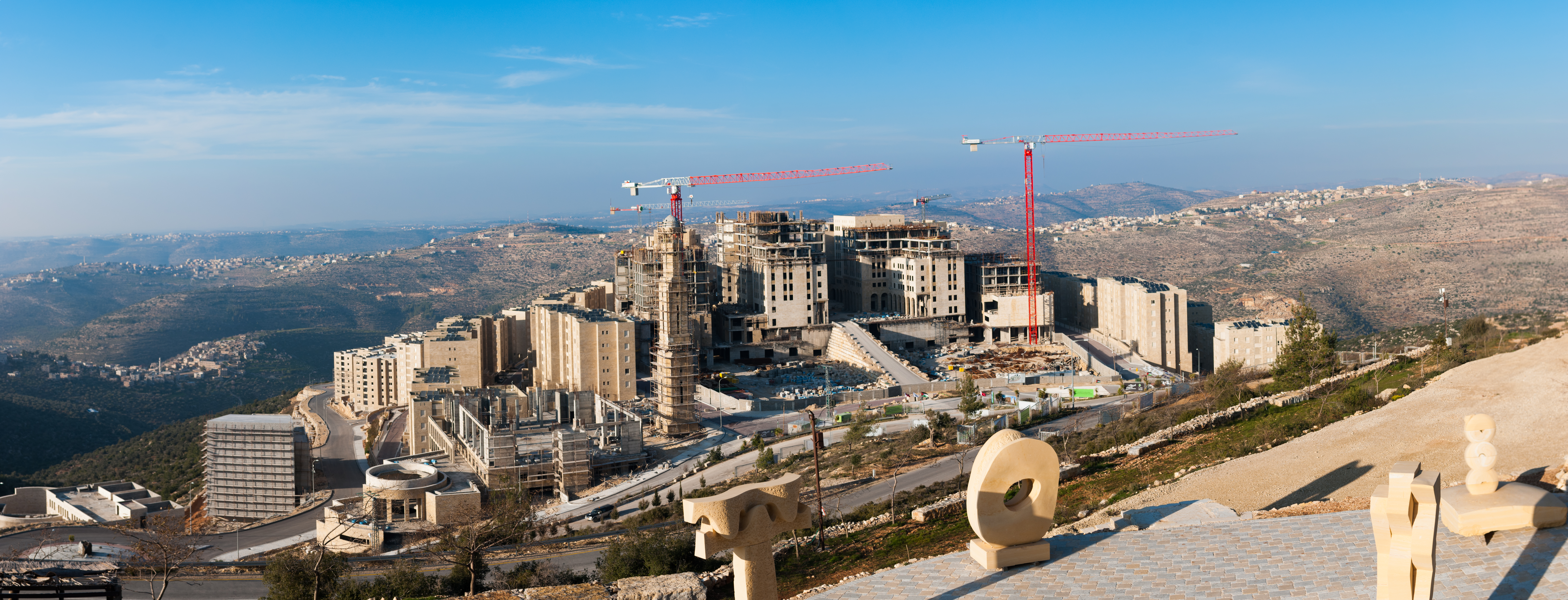
Panorama de la Villa Rawabi

Rawabi (en árabe: روابي, "colinas") es la primera ciudad planificada palestina, situada en Cisjordania y cerca de Ramala. Un plan maestro se ha elaborado para la ciudad, que constará de 10.000 viviendas distribuidas en seis barrios, para albergar una población de 40.000 habitantes.